# Wet T-shirt contest

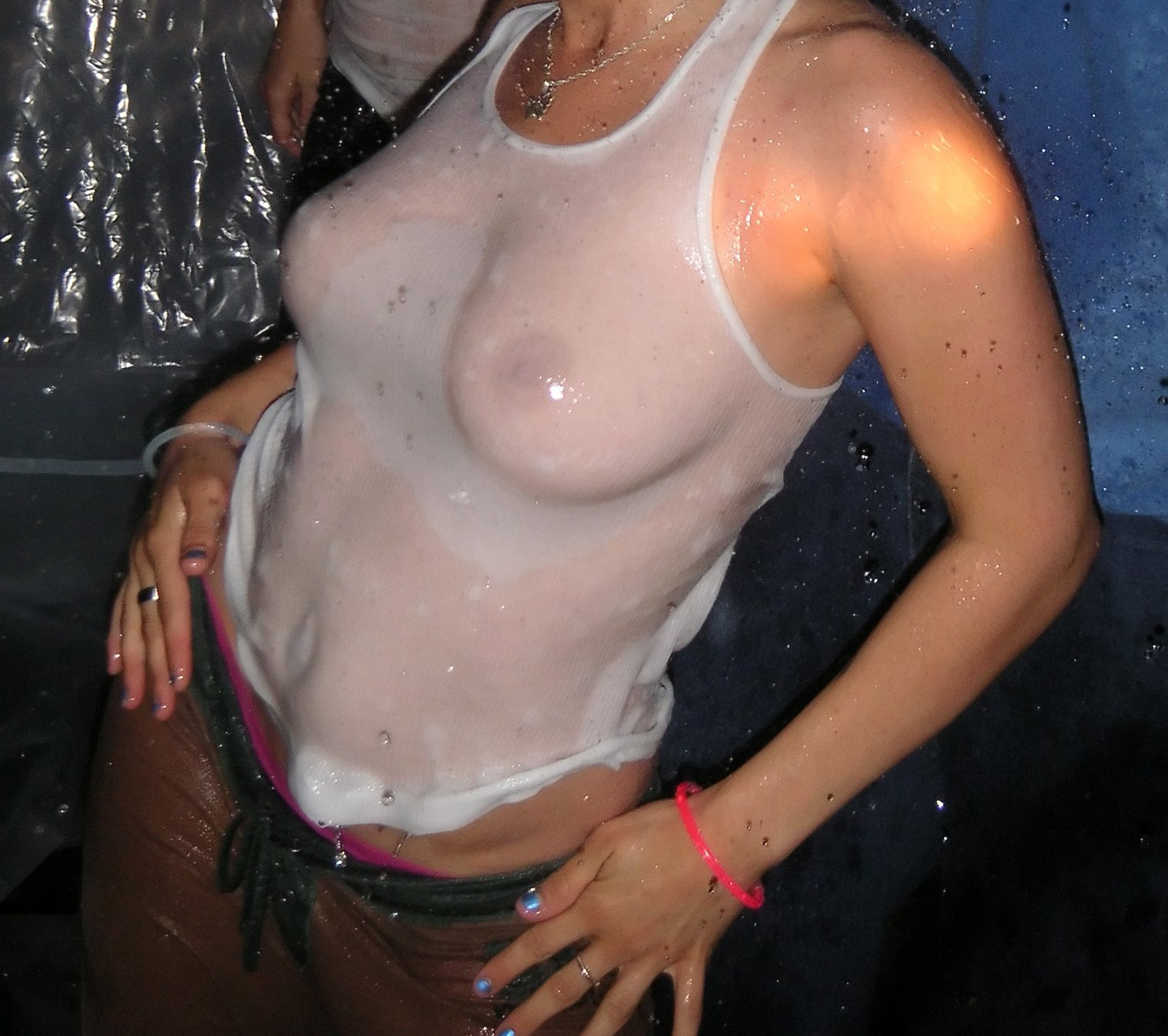
Wet T-shirt

Een wet T-shirt contest is een vorm van een schoonheidswedstrijd. De deelnemende vrouwelijke kandidaten dragen een wit T-shirt zonder beha en worden besproeid met koud water waardoor het T-shirt doorschijnend en de tepels hard worden. Regelmatig eindigen deelneemsters zonder T-shirt, omdat ze het uittrekken.
Wet T-shirt contests kunnen worden beschouwd als een vorm van striptease of erotische dans. Als tegenhanger bestaan er wet boxer-short contests waar mannen aan kunnen deelnemen. 
Het tonen van de vrouwelijke vormen onder een nat T-shirt werd een rage na de filmklassieker The Deep, waarin de actrice Jacqueline Bisset duikt met een strak wit T-shirt aan (zonder beha) en een zwart bikinibroekje. (Deze combinatie van 'zwart/wit' zie je dan ook veel terug bij dit soort glamourfoto's.)
Inmiddels kent de standaard wet T-shirt contest verschillende verschijningsvormen. Zo zijn er in Amerika ook wasstraten waar de auto gewassen wordt door meisjes in bikini en een nat T-shirt.